# 田中大輝
田中 大輝（たなか だいき、1992年8月7日 - ）は、熊本県熊本市出身の元プロ野球選手（投手）。左投左打。

## 経歴

### プロ入り前
小学校4年生の時、家の隣の先輩に勧められ川尻ドリームスで野球を始める。城南中学では軟式野球部に所属、卒業後は熊本市立必由館高等学校へ進学。
必由館高では1年春からベンチ入りし、2年春から背番号1。3年春の県大会では全6試合を完投し準優勝に導いた。1学年先輩に阪神タイガースの岩貞祐太がいる。
卒業後は國學院大學へ進学。3年まで故障等でほとんど出場機会がなかったが、2014年の4年春の東都リーグ戦で4勝（1敗）を挙げ、7月に第27回ハーレムベースボールウィークの大学代表として選ばれたが大会で左肩を痛め、その後はドラフト会議に指名されるまで登板しなかった。
2014年10月25日のプロ野球ドラフト会議で、読売ジャイアンツからの4巡目指名を受け、契約金5,000万円、年俸1,000万円で入団（金額は推定）。当時の一軍監督であった原辰徳は、「肩の故障がなければ、2位ぐらいで指名されていたんじゃないか」と評価していた。その一方で、田中自身は、「4位まで進んだ時に（指名は）もうないな」と内心諦めていたという。また、指名後も、左肩の怪我を考慮しながらノースロー調整を続けていた。

### プロ入り後
2015年には、左肩のリハビリに専念したため、一・二軍とも公式戦での登板機会がなかった。10月29日の自由契約通告を経たうえで、11月22日に育成選手として再契約。12月8日に左肩関節鏡視下手術を受けたことが発表された。
2017年10月31日、自由契約公示された。11月20日、再度育成選手契約を結んだことが発表されたが、翌2018年10月26日付をもって来季の契約を結ばないことを通告され、10月31日、自由契約公示された。
2019年は打撃投手として巨人に残り、その後、2022年4月からジャイアンツアカデミーのコーチを務めている。
2023年からは辻東倫を初めとしたアカデミーコーチ陣や読売ジャイアンツ女子チームの構成されたベースボール5チーム「GIANTS」のメンバーとしても活動。同年12月の第1回日本選手権東日本予選で全勝し、2024年2月の第1回日本選手権で準優勝している。

## 選手としての特徴・人物
左のスリークオーターから投げる球は最速144km/h、球種はキレのあるスライダーとツーシームで、コントロールの良さとスタミナが武器。
目標の投手は杉内俊哉。
4人家族だが、父親と母親が歯科技工士で、姉が歯科衛生士という家系で、田中本人も父親と同じ職種を継ぐ話があったが断っている。

## 詳細情報

### 年度別投手成績
- 一軍公式戦出場なし

### 背番号
- 69（2015年）
- 024（2016年 - 2018年）
- 206（2019年） ※打撃投手